# Sinner (album de Drowning Pool)
Pour les articles homonymes, voir Sinner.
Albums de Drowning Pool
Desensitized
(2004)
Singles
1. Bodies
Sortie : 14 mai 2001
2. Tear Away
Sortie : 30 avril 2002
3. Sinner
Sortie : 13 août 2002

Sinner est le premier album studio du groupe américain de Nu metal Drowning Pool. Il est paru le 5 juin 2001 sur le label Wind-Up Records et a été produit par Jay Baumgardner.

## Historique
Cet album fut enregistré entre janvier et avril 2001 dans les Ocean Studios de Burbank en Californie. Il se classa à la 14e place du Billboard 200 américain et fut certifié disque de platine seulement trois mois après sa sortie. Le  chroniqueur du site AllMusic, Kurt Morris, définie la musique du groupe comme un croisement entre Korn et Tool quoique vocalement plus proche du second groupe cité.
Trois singles Bodies, Sinner et Tear Away seront tirés de l'album. Bodies fera un carton en se classant à la 6e place du Mainstream Rock Tracks chart américain et sera récompensé par un disque de platine aux États-Unis (1 000 000 exemplaires vendus). Il aura aussi du succès au Royaume-Uni, 34e place dans les charts et certifié disque d'argent (200 000 exemplaires vendus).
Il est le seul album du groupe avec le chanteur Dave Williams, ce dernier décèdera d'une cardiomyopathie le 14 août 2002 pendant la tournée de promotion de l'album.

## Liste des titres
- Tous les titres sont signés par le groupe.

1. Sinner – 2:28
2. Bodies" – 3:22
3. Tear Away – 4:14
4. All Over Me – 3:13
5. Reminded – 3:25
6. Pity – 2:52
7. Mute – 3:20
8. I Am – 3:50
9. Follow – 3:20
10. Told You So – 3:06
11. Sermon – 4:20

## Musiciens
- Dave Williams - Chant
- C.J. Pierce - Guitare
- Stevie Benton - Basse
- Mike Luce - Batterie

## Charts et certifications de l'album
| Pays             | Durée du classement | Meilleur classement |
| ---------------- | ------------------- | ------------------- |
| États-Unis       | 50 semaines         | 14e                 |
| Nouvelle-Zélande | 3 semaines          | 18e                 |
| Royaume-Uni      | 3 semaines          | 70e                 |

| Pays        | Certification | Ventes      | Date       |
| ----------- | ------------- | ----------- | ---------- |
| États-Unis  | Platine       | 1 000 000 + | 23/08/2001 |
| Royaume-Uni | Argent        | 60 000 +    | 09/08/2013 |

## Charts & certifications des singles
Charts
| Année | Single    | Chart                  | Durée du classement | Position |
| ----- | --------- | ---------------------- | ------------------- | -------- |
| 2001  | Bodies    | Bubbling Under Hot 100 | 3 semaines          | 19e      |
| 2001  | Bodies    | Mainstream Rock Tracks | 26 semaines         | 6e       |
| 2001  | Bodies    | Alternative Songs      | 16 semaines         | 12e      |
| 2001  | Bodies    | UK Singles Chart       | 2 semaines          | 34e      |
| 2002  | Sinner    | Mainstream Rock Tracks | 10 semaines         | 28e      |
| 2002  | Sinner    | Alternative Songs      | 6 semaines          | 36e      |
| 2002  | Tear Away | Mainstream Rock Tracks | 19 semaines         | 18e      |
| 2002  | Tear Away | Alternative Songs      | 4 semaines          | 37e      |
| 2002  | Tear Away | UK Singles Chart       | 2 semaines          | 65e      |

Certifications
| Single | Pays        | Certification | Ventes      | Date       |
| ------ | ----------- | ------------- | ----------- | ---------- |
| Bodies | États-Unis  | Platine       | 1 000 000 + | 31/01/2019 |
| Bodies | Royaume-Uni | Argent        | 200 000 +   | 04/10/2019 |